# Liste der Mitglieder des australischen Repräsentantenhauses (1984–1987)
Dies ist die Liste der Abgeordneten des australischen Repräsentantenhauses zwischen 1984 und 1987. Insgesamt wurden 148 Mitglieder bei den Parlamentswahlen 1984 für das Unterhaus gewählt. Dies waren 24 Sitze mehr als bei den Parlamentswahlen 1983. Die Wahl wurde 18 Monate früher abgehalten, da es 1983 zu einer Double dissolution kam und dadurch neue Gesetze schwer durchsetzbar waren.
Die Australian Labor Party bildete mit 82 Sitzen die Mehrheit.
| Mitglied             | Partei                       | Wahlkreis          | Bundesstaat bzw. Territorium | Amtszeiten                      |
| -------------------- | ---------------------------- | ------------------ | ---------------------------- | ------------------------------- |
| Evan Adermann        | Nationale Partei Australiens | Fairfax            | Queensland                   | 1972–1990                       |
| Ken Aldred           | Liberal Party of Australia   | Bruce              | Victoria                     | 1975–1980, 1983–1996            |
| Neil Andrew          | Liberal Party of Australia   | Wakefield          | South Australia              | 1983–2004                       |
| Peter Baldwin        | Australian Labor Party       | Sydney             | New South Wales              | 1983–1998                       |
| Julian Beale         | Liberal Party of Australia   | Deakin             | Victoria                     | 1984–1996                       |
| Kim Beazley          | Australian Labor Party       | Swan               | Western Australia            | 1980–2007                       |
| David Beddall        | Australian Labor Party       | Rankin             | Queensland                   | 1983–1998                       |
| Gordon Bilney        | Australian Labor Party       | Kingston           | South Australia              | 1983–1996                       |
| Allen Blanchard      | Australian Labor Party       | Moore              | Western Australia            | 1983–1990                       |
| Neal Blewett         | Australian Labor Party       | Bonython           | South Australia              | 1977–1994                       |
| Charles Blunt        | Nationale Partei Australiens | Richmond           | New South Wales              | 1984–1990                       |
| Lionel Bowen         | Australian Labor Party       | Kingsford Smith    | New South Wales              | 1969–1990                       |
| Ray Braithwaite      | Nationale Partei Australiens | Dawson             | Queensland                   | 1975–1996                       |
| Bob Brown            | Australian Labor Party       | Charlton           | New South Wales              | 1980–1998                       |
| John Brown           | Australian Labor Party       | Parramatta         | New South Wales              | 1977–1990                       |
| Neil Brown           | Liberal Party of Australia   | Menzies            | Victoria                     | 1969–1972, 1975–1983, 1984–1991 |
| John Brumby          | Australian Labor Party       | Bendigo            | Victoria                     | 1983–1990                       |
| Max Burr             | Liberal Party of Australia   | Lyons              | Tasmanien                    | 1975–1993                       |
| Alan Cadman          | Liberal Party of Australia   | Mitchell           | New South Wales              | 1974–2007                       |
| Ewen Cameron         | Liberal Party of Australia   | Indi               | Victoria                     | 1977–1993                       |
| Donald Cameron       | Liberal Party of Australia   | Moreton            | Queensland                   | 1966–1983, 1983–1990            |
| Ian Cameron          | Nationale Partei Australiens | Maranoa            | Queensland                   | 1980–1990                       |
| Graeme Campbell      | Australian Labor Party       | Kalgoorlie         | Western Australia            | 1980–1998                       |
| Jim Carlton          | Liberal Party of Australia   | Mackellar          | New South Wales              | 1977–1994                       |
| David Charles        | Australian Labor Party       | Isaacs             | Victoria                     | 1980–1990                       |
| Ric Charlesworth     | Australian Labor Party       | Perth              | Western Australia            | 1983–1993                       |
| Joan Child           | Australian Labor Party       | Henty              | Victoria                     | 1974–1975, 1980–1990            |
| Bob Chynoweth        | Australian Labor Party       | Dunkley            | Victoria                     | 1984–1990, 1993–1996            |
| Peter Cleeland       | Australian Labor Party       | McEwen             | Victoria                     | 1984–1990, 1993–1996            |
| Michael Cobb         | Nationale Partei Australiens | Parkes             | New South Wales              | 1984–1998                       |
| Barry Cohen          | Australian Labor Party       | Robertson          | New South Wales              | 1969–1990                       |
| Peter Coleman        | Liberal Party of Australia   | Wentworth          | New South Wales              | 1981–1987                       |
| David Connolly       | Liberal Party of Australia   | Bradfield          | New South Wales              | 1974–1996                       |
| Bryan Conquest       | Nationale Partei Australiens | Hinkler            | Queensland                   | 1984–1987                       |
| Bruce Cowan          | Nationale Partei Australiens | Lyne               | New South Wales              | 1980–1993                       |
| Manfred Cross        | Australian Labor Party       | Brisbane           | Queensland                   | 1961–1975, 1980–1990            |
| Barry Cunningham     | Australian Labor Party       | McMillan           | Victoria                     | 1980–1990, 1993–1996            |
| Elaine Darling       | Australian Labor Party       | Lilley             | Queensland                   | 1980–1993                       |
| John Dawkins         | Australian Labor Party       | Fremantle          | Western Australia            | 1974–1975, 1977–1994            |
| Don Dobie            | Liberal Party of Australia   | Cook               | New South Wales              | 1966–1972, 1975–1998            |
| Alexander Downer     | Liberal Party of Australia   | Mayo               | South Australia              | 1984–2008                       |
| Peter Drummond       | Liberal Party of Australia   | Forrest            | Western Australia            | 1972–1987                       |
| Stephen Dubois       | Australian Labor Party       | St George          | New South Wales              | 1984–1993                       |
| Michael Duffy        | Australian Labor Party       | Holt               | Victoria                     | 1980–1996                       |
| Peter Duncan         | Australian Labor Party       | Makin              | South Australia              | 1984–1996                       |
| Harry Edwards        | Liberal Party of Australia   | Berowra            | New South Wales              | 1972–1993                       |
| Ron Edwards          | Australian Labor Party       | Stirling           | Western Australia            | 1983–1993                       |
| Paul Everingham      | Country Liberal Party        | Northern Territory | Northern Territory           | 1984–1987                       |
| Wendy Fatin          | Australian Labor Party       | Brand              | Western Australia            | 1983–1996                       |
| Wal Fife             | Liberal Party of Australia   | Hume               | New South Wales              | 1975–1993                       |
| Tim Fischer          | Nationale Partei Australiens | Farrer             | New South Wales              | 1984–2001                       |
| Peter Fisher         | Nationale Partei Australiens | Mallee             | Victoria                     | 1972–1993                       |
| Eric Fitzgibbon      | Australian Labor Party       | Hunter             | New South Wales              | 1984–1996                       |
| Ross Free            | Australian Labor Party       | Lindsay            | New South Wales              | 1980–1996                       |
| John Gayler          | Australian Labor Party       | Leichhardt         | Queensland                   | 1983–1993                       |
| George Gear          | Australian Labor Party       | Canning            | Western Australia            | 1983–1996                       |
| Bruce Goodluck       | Liberal Party of Australia   | Franklin           | Tasmanien                    | 1975–1993                       |
| Russ Gorman          | Australian Labor Party       | Greenway           | New South Wales              | 1983–1996                       |
| Ted Grace            | Australian Labor Party       | Fowler             | New South Wales              | 1984–1998                       |
| Alan Griffiths       | Australian Labor Party       | Maribyrnong        | Victoria                     | 1983–1996                       |
| Steele Hall          | Liberal Party of Australia   | Boothby            | South Australia              | 1981–1996                       |
| Bob Halverson        | Liberal Party of Australia   | Casey              | Victoria                     | 1984–1998                       |
| Gerry Hand           | Australian Labor Party       | Melbourne          | Victoria                     | 1983–1993                       |
| Bob Hawke            | Australian Labor Party       | Wills              | Victoria                     | 1980–1992                       |
| David Hawker         | Liberal Party of Australia   | Wannon             | Victoria                     | 1983–2010                       |
| Bill Hayden          | Australian Labor Party       | Oxley              | Queensland                   | 1961–1988                       |
| Noel Hicks           | Nationale Partei Australiens | Riverina-Darling   | New South Wales              | 1980–1998                       |
| John Hodges          | Liberal Party of Australia   | Petrie             | Queensland                   | 1974–1983; 1984–1987            |
| Michael Hodgman      | Liberal Party of Australia   | Denison            | Tasmanien                    | 1975–1987                       |
| Clyde Holding        | Australian Labor Party       | Melbourne Ports    | Victoria                     | 1977–1998                       |
| Colin Hollis         | Australian Labor Party       | Throsby            | New South Wales              | 1983–1998                       |
| John Howard          | Liberal Party of Australia   | Bennelong          | New South Wales              | 1974–2007                       |
| Brian Howe           | Australian Labor Party       | Batman             | Victoria                     | 1977–1996                       |
| Ben Humphreys        | Australian Labor Party       | Griffith           | Queensland                   | 1977–1996                       |
| Ralph Hunt           | Nationale Partei Australiens | Gwydir             | New South Wales              | 1969–1990                       |
| Chris Hurford        | Australian Labor Party       | Adelaide           | South Australia              | 1969–1987                       |
| Ralph Jacobi         | Australian Labor Party       | Hawker             | South Australia              | 1969–1987                       |
| Carolyn Jakobsen     | Australian Labor Party       | Cowan              | Western Australia            | 1984–1993                       |
| Harry Jenkins, Sr. 1 | Australian Labor Party       | Scullin            | Victoria                     | 1969–1986                       |
| Harry Jenkins 1      | Australian Labor Party       | Scullin            | Victoria                     | 1986–                           |
| Barry Jones          | Australian Labor Party       | Lalor              | Victoria                     | 1977–1998                       |
| David Jull           | Liberal Party of Australia   | Fadden             | Queensland                   | 1975–1983, 1984–2007            |
| Bob Katter           | Nationale Partei Australiens | Kennedy            | Queensland                   | 1966–1990                       |
| Paul Keating         | Australian Labor Party       | Blaxland           | New South Wales              | 1969–1996                       |
| Ros Kelly            | Australian Labor Party       | Canberra           | Australian Capital Territory | 1980–1995                       |
| Lewis Kent           | Australian Labor Party       | Hotham             | Victoria                     | 1980–1990                       |
| Leonard Keogh        | Australian Labor Party       | Bowman             | Queensland                   | 1969–1975, 1983–1987            |
| John Kerin           | Australian Labor Party       | Werriwa            | New South Wales              | 1972–1975, 1978–1993            |
| Richard Klugman      | Australian Labor Party       | Prospect           | New South Wales              | 1969–1990                       |
| Tony Lamb            | Australian Labor Party       | Streeton           | Victoria                     | 1972–1975, 1984–1990            |
| John Langmore        | Australian Labor Party       | Fraser             | Australian Capital Territory | 1984–1997                       |
| Michael Lee          | Australian Labor Party       | Dobell             | New South Wales              | 1984–2001                       |
| Ted Lindsay          | Australian Labor Party       | Herbert            | Queensland                   | 1983–1996                       |
| Bruce Lloyd          | Nationale Partei Australiens | Murray             | Victoria                     | 1971–1996                       |
| Stewart McArthur     | Liberal Party of Australia   | Corangamite        | Victoria                     | 1984–2007                       |
| Peter McGauran       | Nationale Partei Australiens | Gippsland          | Victoria                     | 1983–2008                       |
| Jeannette McHugh     | Australian Labor Party       | Phillip            | New South Wales              | 1983–1996                       |
| Michael MacKellar    | Liberal Party of Australia   | Warringah          | New South Wales              | 1969–1994                       |
| Leo McLeay           | Australian Labor Party       | Grayndler          | New South Wales              | 1979–2004                       |
| Ian Macphee          | Liberal Party of Australia   | Goldstein          | Victoria                     | 1974–1990                       |
| Tom McVeigh          | Nationale Partei Australiens | Groom              | Queensland                   | 1972–1988                       |
| Michael Maher        | Australian Labor Party       | Lowe               | New South Wales              | 1969–1987                       |
| Stephen Martin       | Australian Labor Party       | Macarthur          | New South Wales              | 1984–2002                       |
| Helen Mayer          | Australian Labor Party       | Chisholm           | Victoria                     | 1983–1987                       |
| John Mildren         | Australian Labor Party       | Ballarat           | Victoria                     | 1980–1990                       |
| Chris Miles          | Liberal Party of Australia   | Braddon            | Tasmanien                    | 1984–1998                       |
| Clarrie Millar       | Nationale Partei Australiens | Wide Bay           | Queensland                   | 1974–1990                       |
| Peter Milton         | Australian Labor Party       | La Trobe           | Victoria                     | 1980–1990                       |
| John Moore           | Liberal Party of Australia   | Ryan               | Queensland                   | 1975–2001                       |
| Allan Morris         | Australian Labor Party       | Newcastle          | New South Wales              | 1983–1998                       |
| Peter Morris         | Australian Labor Party       | Shortland          | New South Wales              | 1972–1998                       |
| John Mountford       | Australian Labor Party       | Banks              | New South Wales              | 1980–1990                       |
| Garry Nehl           | Nationale Partei Australiens | Cowper             | New South Wales              | 1984–2001                       |
| Neil O’Keefe         | Australian Labor Party       | Burke              | Victoria                     | 1984–2001                       |
| Lloyd O’Neil         | Australian Labor Party       | Grey               | South Australia              | 1983–1993                       |
| Andrew Peacock       | Liberal Party of Australia   | Kooyong            | Victoria                     | 1966–1994                       |
| James Porter         | Liberal Party of Australia   | Barker             | South Australia              | 1975–1990                       |
| Roger Price          | Australian Labor Party       | Chifley            | New South Wales              | 1984–2010                       |
| Gary Punch           | Australian Labor Party       | Barton             | New South Wales              | 1983–1996                       |
| Peter Reith          | Liberal Party of Australia   | Flinders           | Victoria                     | 1982–1983, 1984–2001            |
| Ian Robinson         | Nationale Partei Australiens | Page               | New South Wales              | 1963–1990                       |
| Allan Rocher         | Liberal Party of Australia   | Curtin             | Western Australia            | 1981–1998                       |
| Philip Ruddock       | Liberal Party of Australia   | Dundas             | New South Wales              | 1973–                           |
| John Saunderson      | Australian Labor Party       | Aston              | Victoria                     | 1983–1990                       |
| Gordon Scholes       | Australian Labor Party       | Corio              | Victoria                     | 1967–1993                       |
| John Scott           | Australian Labor Party       | Hindmarsh          | South Australia              | 1980–1993                       |
| Peter Shack          | Liberal Party of Australia   | Tangney            | Western Australia            | 1977–1983, 1984–1993            |
| John Sharp           | Nationale Partei Australiens | Gilmore            | New South Wales              | 1984–1998                       |
| Roger Shipton        | Liberal Party of Australia   | Higgins            | Victoria                     | 1975–1990                       |
| David Simmons        | Australian Labor Party       | Calare             | New South Wales              | 1983–1996                       |
| Ian Sinclair         | Nationale Partei Australiens | New England        | New South Wales              | 1963–1998                       |
| Peter Slipper        | Liberal Party of Australia   | Fisher             | Queensland                   | 1984–1987, 1993–                |
| Warwick Smith        | Liberal Party of Australia   | Bass               | Tasmanien                    | 1984–1993                       |
| Jim Snow             | Australian Labor Party       | Eden-Monaro        | New South Wales              | 1983–1996                       |
| John Spender         | Liberal Party of Australia   | North Sydney       | New South Wales              | 1980–1990                       |
| Peter Staples        | Australian Labor Party       | Jagajaga           | Victoria                     | 1983–1996                       |
| Kathy Sullivan       | Liberal Party of Australia   | Moncrieff          | Queensland                   | 1984–2001                       |
| Andrew Theophanous   | Australian Labor Party       | Calwell            | Victoria                     | 1980–2001                       |
| Robert Tickner       | Australian Labor Party       | Hughes             | New South Wales              | 1984–1996                       |
| Wilson Tuckey        | Liberal Party of Australia   | O’Connor           | Western Australia            | 1980–2010                       |
| Tom Uren             | Australian Labor Party       | Reid               | New South Wales              | 1958–1990                       |
| David Watson         | Liberal Party of Australia   | Forde              | Queensland                   | 1984–1987                       |
| Alasdair Webster     | Liberal Party of Australia   | Macquarie          | New South Wales              | 1984–1993                       |
| Stewart West         | Australian Labor Party       | Cunningham         | New South Wales              | 1977–1993                       |
| Peter White          | Liberal Party of Australia   | McPherson          | Queensland                   | 1981–1990                       |
| Ralph Willis         | Australian Labor Party       | Gellibrand         | Victoria                     | 1972–1998                       |
| Ian Wilson           | Liberal Party of Australia   | Sturt              | South Australia              | 1966–1969, 1972–1993            |
| Keith Wright         | Australian Labor Party       | Capricornia        | Queensland                   | 1984–1993                       |
| Mick Young           | Australian Labor Party       | Port Adelaide      | South Australia              | 1974–1988                       |

1 Harry Jenkins, Sr. (Australian Labor Party) trat am 20. Dezember 1985 zurück. Die dadurch resultierende Nachwahl gewann sein Sohn Harry Jenkins (Australian Labor Party).